# Палада (завод)
Херсонський державний завод «Палада» — державне суднобудівне підприємство України, яке спеціалізується на виготовлення залізобетонних композитних плавучих доків.

## Історія
Підприємство було засноване у 1936 році, як «Докбуд», потім у 1944 році воно було перетворене на «Херсонську суднобудівну верф», а пізніше, в 1970 році, у "Херсонський суднобудівний завод «Палада».
У 1977 році завод став частиною «Херсонського суднобудівного об'єднання», а в 1998 році Херсонський державний завод «Палада» набув своєї нинішньої назви й повної юридичної та фінансової самодостатності.
Після створення в 2010 році державного концерну «Укроборонпром», підприємство було включено до його складу.
Деякі з доків підприємства є унікальними. Вони ефективно працюють в країнах з різними кліматичними умовами: в Росії (Кольський півострів, Камчатка, Далекий Схід і Балтійське море), в Азербайджані (на Каспійському морі), в Японії, Південній Кореї, В'єтнамі, Нігерії, Алжирі, Єгипті, Туреччині, Хорватії, Болгарії, Мальті, Південній Африці та інших країнах світу.
В жовтні 2018 року, стало відомо, що завод почне випуск малих пасажирських суден для річкових перевезень. На жовтень 2018 конструктори підприємства завершували роботу над запланованим до випуску судна на 45 пасажирських місць. Орієнтовна вартість “річкового трамвайчика” складатеме близько 3,5 млн грн.
6 грудня 2020 року, до порту «Південний» доставлений новий плавучий причал для ВМС ЗС України, який був побудований на заводі «Палада». Відповідно до державного контракту підприємство побудувало плавучий причал ПЖ-61У для стоянки кораблів, катерів і суден у місці базування ВМС Збройних сил України.
Наприкінці січня 2021 року, Херсонський державний завод «Палада» разом з партнерами з Республіки Хорватії запланував створити в Україні плавучий госпіталь, який буде призначений для роботи в умовах пандемії або землетрусів.
На початку квітня 2021 року, Держконцерн «Укроборонпром» на посаду в.о. директора Херсонського державного заводу «Палада» призначив Сергія Тарасова, який до цього виконував обов'язки заступника директора з планування та економіки.

## Діяльність
Сфера діяльності — виготовлення стаціонарних і плавучих споруд:
- залізобетонні доки підйомною силою 4000 тон;
- композитні доки підйомною силою 28000 тон;
- плавучі доки і понтони;
- понтони — причали залізобетонні річкового призначення;
- залізобетонні понтони — основи для плавучих готелів, гаражів, зерносховищ, електростанцій;
- стаціонарні і плавучі морські та річкові причали;
- залізобетонні понтони;
- композитні плавучі доки, підйомною силою від 2000 до 3000 тонн.

## Фінансові результати
За підсумками 2017 року, завод отримав 233 млн грн чистого прибутку. Крім того, підприємство сплатило 60 млн грн податків до бюджетів всіх рівнів. Ще у 2014 році підприємство отримало лише 9 млн грн чистого прибутку від реалізації продукції.
В 2020 році, завдяки державним замовленням, Херсонський державний завод «Палада» збільшив фінансовий результат більш аніж в 2,5 рази.